# Caso do cruzador Panther

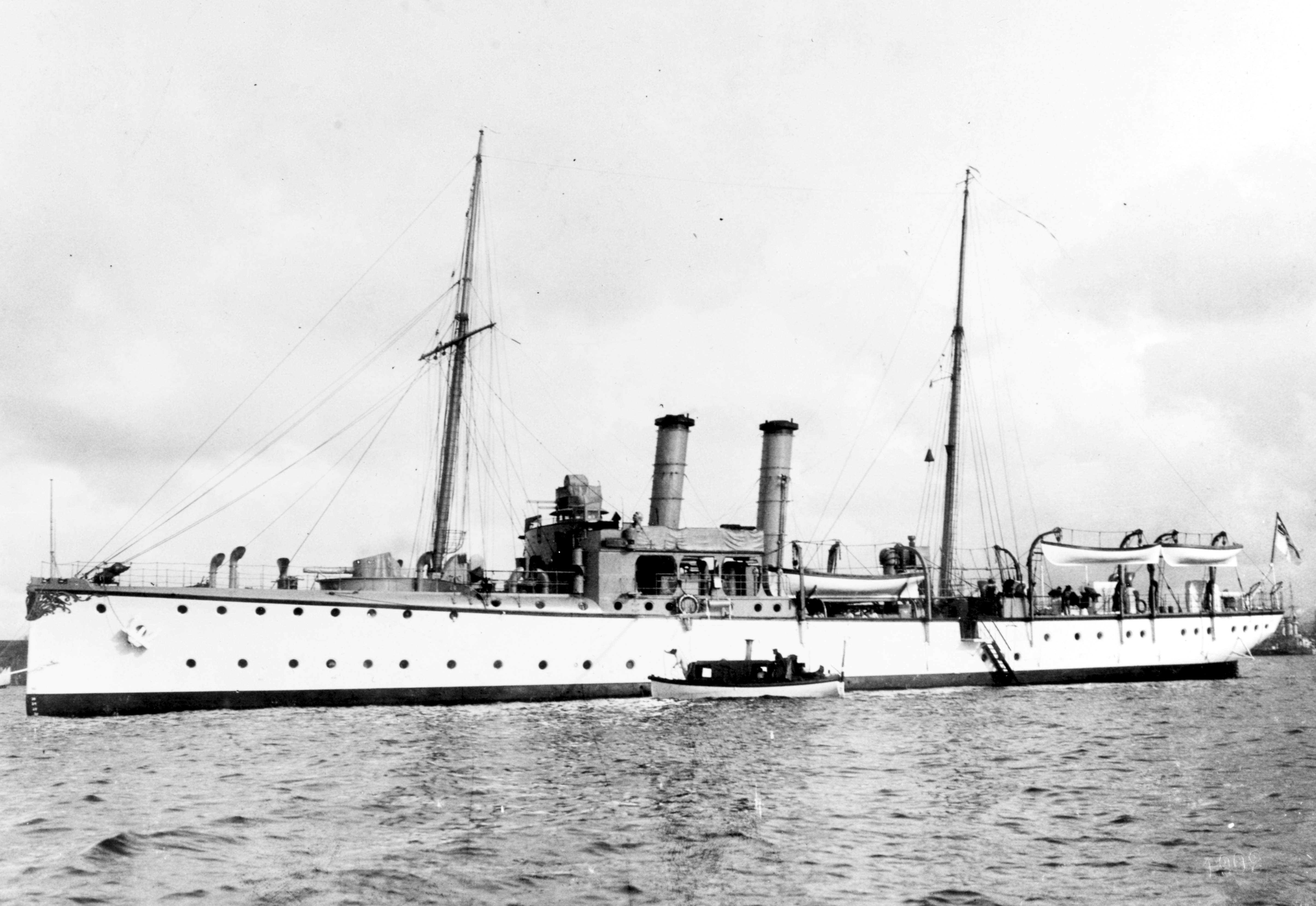
O SMS Panther em 1901

O caso do cruzador Panther foi uma crise diplomática entre o Brasil e o Império Alemão causada por um cruzador alemão com o nome de SMS Panther entre 27 de novembro de 1905 e 6 de janeiro de 1906.
A crise foi provocada por uma procura não autorizada realizada pela Marinha Imperial Alemã de um marinheiro desertor com o nome de Hassman pelo interior do território brasileiro. Este caso foi solucionado por meios diplomáticos através do trabalho do Barão do Rio Branco.

## História
O cruzador alemão visitou diversos portos brasileiros, desde a Paraíba no início de agosto, passando pelo Rio de Janeiro (setembro e outubro) e depois rumando até o Rio Grande do Sul em dezembro de 1905. O navio estava autorizado à prática exercícios de artilharia na Baía da Ilha Grande.
Em 27 de setembro, Júlio César de Noronha teve um desentendimento com o comandante do Panther. Após este episódio, na passagem pelo Itajaí, um marujo alemão desertara e fugira para o Rio de Janeiro.
Chegando à capital a notícia de que oficiais alemães desembarcaram no porto catarinense para capturar o marujo (deserção à época era tipificada como crime), explodiram manifestações exaltadas que exigiam represálias por parte do governo brasileiro, ao mesmo tempo em que alguns jornais criticavam a lentidão e apatia do Itamaraty.
Em 9 de dezembro o ministro alemão Karl Georg von Treutler se reuniu com o Barão do Rio Branco em Petrópolis para discutir o caso. Em 2 de janeiro de 1906 a delegação alemã apresentou ao governo brasileiro "os mais vivos protestos de amizade e consideração ao Brasil", acabando oficialmente com o incidente.